# Яворський Микола Петрович
Микола Петрович Яворський (23 лютого 1891, Одеса — 9 жовтня 1947, Сантьяго-де-Куба) — кубинський педагог і балетмейстер українського походження.

## Біографія
Микола Петрович Яворський народився в Одесі в 1891 році. Навчався в Одеському реальному училищі Св. Павла, з 1909 року брав уроки класичного танцю у соліста Одеського театру Казимирова. Продовжив освіту в Санкт-Петербурзькому політехнічному інституті, у період навчання в Санкт-Петербурзі не залишав і заняття балетом.
З початком Першої світової війни деякий час навчався у Тверському кавалерійському училищі, звідки перевівся в Сергієвське артилерійське училище в Одесі. Після закінчення курсу в 1915 році перебував у діючій армії. Під час бойових дій у районі Вілейки потрапив у полон, де перебував до укладення Брестського миру в 1918 році.
У роки Громадянської війни М. П. Яворський бився в лавах Збройних сил Півдня Росії. У 1920 році евакуювався з сім'єю з Криму — іммігрувавши через Туреччину і Грецію в Королівство сербів, хорватів і словенців, він осів у Белграді.
У 1922 році колишня солістка петербурзького Маріїнського театру Олена Дмитрівна Полякова (1884—1972) запросила Яворського увійти в балетну трупу Національного театру, якій не вистачало чоловічого кордебалету. Працював тут під її орудою до 1928 року.
У 1928 році М. П. Яворський переїхав до Парижа, де працював у Театрі Єлисейських Полів. У тому ж 1928 році увійшов до складу «Російської приватної опери в Парижі» (Opera Privée) М. М. Кузнєцової-Бенуа, що наймала танцівників для гастрольного турне країнами Латинської Америки. У січні 1929 року, під час виступів трупи в Гавані, був другим солістом балету.
Навесні 1930 року під час виступів у Мексиці трупа розпалася. Яворський зробив спробу повернутися в Європу, однак через відсутність коштів був змушений залишитися на Кубі. Спочатку служив сценічним робочим у цирку «Пубільонес», продавав солодощі у фойє гаванського театру «Пайрет».
У червні 1931 року гаванське Товариство музичного мистецтва (ісп. Sociedad Pro-Arte Musical запропонувало М. П. Яворському очолити балетну школу, що створювалася при ньому. Микола з ентузіазмом включився в роботу, став першим педагогом багатьох майбутніх артистів кубинського балету. Балетмейстер і хореограф Альберто Алонсо, який також пройшов через його школу, пізніше згадував:

Ми багато чим завдячуємо Яворському, навіть враховуючи очевидний зараз факт, що слабкий технічний рівень підготовки робив його не найкращим викладачем. Однак він став справжнім подвижником розвитку балету на Кубі завдяки властивим йому дисципліні, наполегливості та ентузіазму. Як танцівник він, звичайно, мав досить обмежені можливості та, хоча не можу цього точно стверджувати, але майже впевнений, що звернутися до мистецтва його змусила еміграція. В глибині душі він завжди залишався військовим. Поведінка і манери видавали в ньому звиклого віддавати накази офіцера, причому ця авторитарність виявилася надзвичайно корисною для викладання балету.

Серед учениць школи М. П. Яворського була юна Алісія Мартінес-дель-Ойо, що стала згодом відомої як Алісія Алонсо. Уперше вона вийшла на сцену 29 грудня 1931 року у звітному концерті балетної школи Товариства музичного мистецтва в театрі «Аудіторіум». Наступного року в розрахунку на учнів школи Яворський зробив постановку балету П. І. Чайковського «Спляча красуня», і 26 жовтня 1932 року Алісія дебютувала в партії принцеси Флорін.
Завдяки знайомству з керівниками «Російського балету Монте-Карло», що гастролював у Гавані в березні 1936 року, Яворський зміг забезпечити своїм найкращим учням поїздку до Франції і перехід до цієї відомої трупи.
М. П. Яворський викладав у балетній школі гаванського Товариства музичного мистецтва до весни 1939 року. У 1939—1941 роках він викладав у власній приватній балетній студії у престижному гаванському районі Ведадо. На початку 1941 року він був запрошений очолити балетну студію Товариства музичного мистецтва в місті Сантьяго-де-Куба, куди і переїхав.
В останні роки життя М. П. Яворський керував балетною школою філії Товариства музичного мистецтва провінції Ор'єнте. Помер 9 жовтня 1947 року в місті Сантьяго-де-Куба. Похований на муніципальному кладовищі Санта-Іфіхенія.

Миколу Яворського не можна віднести до зірок світового балету першої величини, проте необхідно визнати його непересічні педагогічні заслуги як першого вчителя цілої плеяди видатних кубинських артистів. На жаль, зусилля Миколи Яворського зі створення національної школи кубинського балету, що дають йому повне право зайняти гідне місце серед її засновників, на «Острові Свободи» пішли у незаслужене забуття. Можливо, його власні професійні якості хореографа не в усьому відповідали масштабу цього завдання, однак факт роботи російського балетмейстера з афрокубинським фольклорним матеріалом досить красномовно свідчить про його глибокий інтерес і щиру прихильность до культури далекої тропічної країни, що дала йому притулок. Не буде перебільшенням стверджувати, що справжнім пам'ятником невпинній праці і воістину подвижницькій роботі М. П. Яворського на благо поширення мистецтва класичного танцю стала створена його учнями кубинська національна балетна школа, яка користується в наші дні визнанням і славою у всьому світі.